# Sceleocantha garnseyi
Sceleocantha garnseyi là một loài bọ cánh cứng trong họ Cerambycidae.